# دونلا مدوز
دونلا هِیگر دانا مدوز (انگلیسی: Donella Meadows; ۱۳ مارس ۱۹۴۱ – ۲۰ فوریهٔ ۲۰۰۱) دانشمند علوم زیست‌محیطی، مربی و نویسنده آمریکایی بود. او بیشتر به عنوان نویسنده اصلی کتاب‌های «محدودیت‌های رشد» و «تفکر سیستمی: یک مقدمه» شناخته می‌شود. وی همچنین برندهٔ جوایزی همچون بورسیه مک‌آرتور شده است.

## زندگی اولیه و تحصیلات
مدوزدر الگین، ایلینوی متولد شد و در علوم تحصیل کرد. او در سال ۱۹۶۳ لیسانس شیمی از کالج کارلتون و در سال ۱۹۶۸ دکترای بیوفیزیک از دانشگاه هاروارد دریافت کرد. پس از یک سفر یکساله از انگلستان به سری‌لانکا و بازگشت، او به عنوان پژوهشگر در مؤسسه فناوری ماساچوست (MIT) به عضویت تیمی در بخشی که توسط جی فارستر، مخترع دینامیک سیستم‌ها و اصل ذخیره‌سازی مغناطیسی داده برای کامپیوترها ایجاد شده بود، درآمد.

## حرفه
مدوزبه مدت ۲۹ سال از سال ۱۹۷۲ در کالج دارتموث تدریس کرد. او هم به عنوان پژوهشگر پیو در حفاظت و محیط زیست (۱۹۹۱) و هم به عنوان همکار موسسه مک آرتور (۱۹۹۴) مورد تقدیر قرار گرفت. او در سال ۱۹۹۰ جایزه والتر سی. پین در آموزش علوم را دریافت کرد. پس از مرگ، او جایزه جان اچ. چفی برای تعالی در امور محیط زیست در سال ۲۰۰۱ را که توسط بنیاد حقوق حفاظت ارائه می‌شد، دریافت کرد.
مدوزستون هفتگی «شهروند جهانی» را می‌نوشت که رویدادهای جهان را از دیدگاه سیستمی بررسی می‌کرد. بسیاری از این ستون‌ها گردآوری و به صورت کتابی با همین نام منتشر شدند. کار او به عنوان تأثیرگذار بر صدها مطالعه دانشگاهی دیگر، ابتکارات سیاست‌گذاری دولتی و توافق‌های بین‌المللی شناخته می‌شود.
او مدت‌ها عضو انجمن ایالات متحده برای باشگاه رم بود که جایزه‌ای به یاد او با نام «جایزه دونلا مدوزانجمن ایالات متحده برای باشگاه رم در اقدامات جهانی پایدار» ایجاد کرد. این جایزه به فردی برجسته اهدا می‌شود که اقداماتی در چارچوب جهانی برای اهداف پایداری که مدوزدر نوشته‌هایش بیان کرده است، ایجاد کرده باشد.

## کارها

### محدودیت‌های رشد
در سال ۱۹۷۲، مدوزعضو تیم MIT بود که مدل شبیه‌سازی کامپیوتری جهانی «World3» را برای باشگاه رم تولید کرد که مبنای کتاب «محدودیت‌های رشد» شد. این کتاب مطالعه‌ای دربارهٔ روندهای بلندمدت جهانی در جمعیت، اقتصاد و محیط زیست گزارش می‌داد. این کتاب در سراسر جهان تیتر شد و بحثی دربارهٔ محدودیت‌های ظرفیت زمین برای حمایت از گسترش اقتصادی انسان آغاز کرد - بحثی که تا امروز ادامه دارد. مدوزنویسنده اصلی کتاب بود و سه نویسنده مشترک داشت: همسرش دنیس میدوز، یورگن راندرز و ویلیام دبلیو. برنز سوم.

### گروه بالاتون
در سال ۱۹۸۲، دونلا و دنیس مدوزیک «شبکه‌ای از شبکه‌ها» برای پژوهشگران برجسته در زمینه استفاده از منابع، حفاظت از محیط زیست، مدل‌سازی سیستم‌ها و پایداری ایجاد کردند. از زمان تأسیس، اعضا هر پاییز در دریاچه بالاتون، مجارستان گرد هم می‌آیند. در حالی که نام رسمی این شبکه «شبکه بین‌المللی مراکز اطلاعات منابع» (INRIC) بود، اما بیشتر به نام گروه بالاتون شناخته می‌شد.

### آکادمی تغییر سیستم‌ها
مدوزدر سال ۱۹۹۶ مؤسسه پایداری را تأسیس کرد که تحقیقات در سیستم‌های جهانی را با نمایش‌های عملی زندگی پایدار، از جمله توسعه یک مسکن مشترک (یا اکوویلیج) و مزرعه ارگانیک در کاب هیل در هارتلند، ورمونت ترکیب می‌کرد. در سال ۲۰۱۱، مؤسسه پایداری که در ابتدا مجاور کاب هیل بود، به نام مؤسسه دونلا مدوزتغییر نام یافت و به نورویچ، ورمونت منتقل شد. سازمان‌های دیگری که از مؤسسه پایداری سرچشمه گرفتند شامل آزمایشگاه غذای پایدار، تعاملی آب و هوا و شبکه رهبران پایداری می‌شوند. در سال ۲۰۱۶، مؤسسه دونلا مدوزبرای دومین بار تغییر نام داد و اکنون به عنوان آکادمی تغییر سیستم‌ها فعالیت می‌کند.